# 国立登山研修所
国立登山研修所（こくりつ とざん けんしゅうじょ）は、富山県立山町芦峅寺にある独立行政法人日本スポーツ振興センターが管理運営する登山研修施設。日本で唯一の登山研修施設である。

## 概要
1967年（昭和42年）に文部省登山研修所として開所した。その後、2009年（平成21年）4月に独立行政法人日本スポーツ振興センターに移管された。かつては「文部省登山研修所」から「文登研」（ぶんとけん）と略されていたが、日本スポーツ振興センターへの移管に伴い「登山研」に略称が変更された。
登山研修所の組織として、所長のもとに管理係長と専門職が置かれている。また、日本スポーツ振興センター内に研修事業の効果的な運営や安全な研修の調査研究を行う専門調査委員会が設置されている。
主な事業は次のとおりである。
1. 各種研修会や講習会の開催[1]
2. 登山に関する最新の知見や技術等の情報提供[1]
3. 登山関係団体への研修事業の施設提供と指導協力[1]

## 施設
研修所（本館）
本館が所在。住所は立山町芦峅寺ブナ坂6（千寿ヶ原）。
夏山前進基地
実地研修用の登山拠点（標高2,450m）。住所は立山町芦峅寺ブナ坂外11国有林123イ林小班（劔沢）。建物は鉄骨羽板造平屋建。
冬山前進基地
実地研修用の登山拠点（標高1,310m）。住所は上市町千石南無阿弥陀外4国有林136ろ林小班（千石）。建物は鉄骨2階建。大日岳登頂のベースキャンプとされてきたが、過酷な積雪で建物全体が傾いており2023年（令和5年）から使用禁止となっている。雪崩が発生しやすくなっているため移転が検討されている。